# Kóros elmeállapot

A büntetőjogon belül a büntethetőséget kizáró (ill. korlátozó) esetek egyike nevezetesen büntethetőségen belül a beszámítási képességet zárja ki (ill. korlátozza). Itt a beszámítási képesség hiányáról beszélhetünk tulajdonképpen. A hatályos magyar Btk. értelmezése szerint: 
17. § (1) Nem büntethető, aki a büntetendő cselekményt az elme működés olyan kóros állapotában követi el, amely képtelenné teszi cselekménye következményeinek a felismerésére, vagy arra, hogy e felismerésének megfelelően cselekedjen, illetve arra, hogy az e felismerésnek megfelelően cselekedjen.
(2) A büntetés korlátlanul enyhíthető, ha az elmeműködés kóros állapota az elkövetőt korlátozza a bűncselekmény következményeinek felismerésében, vagy abban hogy e felismerésnek megfelelően cselekedjen. 
18. § A 17. § nem alkalmazható arra, aki a bűncselekményt önhibájából eredő ittas vagy bódult állapotban követi el.
A kóros elmeállapotnak több fajtája ismeretes:
1. Elmebetegség: ilyen például a tudathasadással járó skizofrénia, a paranoid kórformák és a mániás-depressziós elmezavar.
2. Gyengeelméjűség: ez egy veleszületett, illetve a magzati vagy kora gyermekkori károsodás következtében kialakult olyan értelmi fogyatékosság, amely orvosi úton még átmenetileg sem befolyásolható. Például a debilitás, az imbecillitás és az idiócia.
3. Szellemi leépülés: a korábbi értelmi teljesítőképesség valamely okból történő hanyatlását jelenti. Például az aggkori agyér-elmeszesedés.
4. Tudatzavar: a tudat beszűkülése és elhomályosulása. Befolyásolhatja a beszámítási képességet, de csak akkor kóros elmeállapot, ha kóros jellegű.
5. Személyiségzavar: más néven pszichopátia. A személyiségzavart csak akkor kell figyelembe venni, ha az a beszámítási képességet kizárta vagy korlátozta, ellenkező esetben még csak nem is enyhítő körülmény.
6. Autizmus